# Nikołaj Krogius
Nikołaj Władimirowicz Krogius, ros. Николай Владимирович Крогиус (ur. 22 lipca 1930 w Saratowie, zm. 14 lipca 2022 w Nowym Jorku) – rosyjski szachista, sędzia klasy międzynarodowej (International Arbiter od 1985), trener i autor książek szachowych oraz psycholog, arcymistrz od 1964 roku.

## Kariera szachowa
W roku 1948 zdobył tytuł mistrza juniorów RFSRR, natomiast w latach 1952 (wraz z Lwem Aroninem) i 1964 dwukrotnie triumfował w mistrzostwach tej republiki seniorów. Pomiędzy 1958 a 1971 rokiem siedmiokrotnie startował w finałach indywidualnych mistrzostwach Związku Radzieckiego, najlepszy wynik osiągając w roku 1967 w Tbilisi, gdzie zajął VII miejsce. W roku 1965 reprezentował barwy ZSRR na rozegranych w Hamburgu drużynowych mistrzostwach Europy, zdobywając dwa złote medale: wraz z drużyną oraz za indywidualny wynik na IX szachownicy.
Wielokrotnie startował w międzynarodowych turniejach, znaczące wyniki osiągając m.in. w Warnie (1960, dz. I m. wraz z Nikoła Pydewskim), Hawrze (1966, dz. II m. wraz z Lwem Poługajewskim, za Bentem Larsenem), Soczi (memoriały Michaiła Czigorina: 1964 – I m., 1966 – dz. III m. wraz z Milanem Matuloviciem, za Wiktorem Korcznojem i L.Poługajewskim, 1967 – dz. I m. wraz z Aleksandrem Zajcewem, Władimirem Simaginem, Leonidem Szamkowiczem i Borisem Spasskim oraz 1973 – dz. III m. wraz z Janem Smejkalem, za Michaiłem Talem i B.Spasskim), Polanicy-Zdroju (1969, memoriał Akiby Rubinsteina, dz. II m. wraz z Anthony Saidy, za Laszlo Barczayem) oraz w Warnie (1969, I m.). Na początku lat 90. XX wieku był czołowym seniorem (zawodnikiem pow. 60. roku życia) świata, w pierwszych mistrzostwach świata "weteranów" w roku 1991 podzielił trzecie, a w 1993 – pierwsze miejsce.
Znaczne osiągnięcia odnotował również jako szachowy trener. Był sekundantem Borysa Spasskiego w czasie jego dwóch meczów o tytuł mistrza świata (w 1969 z Tigranem Petrosjanem i w 1972 z Bobby Fischerem). W 1984 roku był również kapitanem drużyny ZSRR podczas drugiego meczu z resztą świata, a w 1990 przewodniczył sztabowi Anatolija Karpowa w czasie jego meczu z Garrim Kasparowem w Nowym Jorku i Lyonie.
Od roku 1998 nie uczestniczy w turniejach klasyfikowanych przez Międzynarodową Federację Szachową.

## Publikacje
- Notes on the Endgame, 1973
- Psychology in Chess, 1976
- Marshall-Angriff, 1989 (wraz z Andriejem Macukiewiczem)
- Schach fur Aufsteiger. 33 Lektionen, 1997
- Just the Facts! Endgame Knowledge in One Volume, 1999 (wraz z Lwem Alburtem)